# Rasa de Torrededia
La Rasa de Torrededia és un torrent afluent per la dreta de la Riera de Matamargó, al Solsonès.

## Municipis per on passa
El curs de la Rasa de Torrededia transcorre íntegrament pel terme municipal de Pinós.

## Xarxa hidrogràfica
La xarxa hidrogràfica de la Rasa de Torrededia està constituïda per 6 cursos fluvials que sumen una longitud total de 8.116 m.

### Distribució municipal
El conjunt de la xarxa hidrogràfica de la Rasa de Torrededia transcorre íntegrament pel terme municipal de Pinós.